# Cirkoruha
A cirkoruha a Frank Herbert által kitalált Dűne-univerzumban létező Arrakis sivatagbolygó bennszülöttei, a fremenek által készített és viselt különleges öltözet.
A cirkoruha egy mikro szendvicsanyagból készült, nagy hatékonyságú szűrő- és hőcserélőrendszer. A bőrön lévő réteg porózus. A veríték, miután lehűtötte a testet, eltűnik benne. A következő réteg hőcserélő szálakat és sókiválasztót tartalmaz. A test mozgása, különösen a légzés és némi ozmatikus hatás szolgáltatja az energiát a folyadék keringetéséhez. A visszanyert víz összegyűlik a gyűjtőzsebekben, ahonnan a nyaknál lévő csövön át lehet kiszívni. A vizelet és széklet feldolgozása a combi rétegekben történik. A nyílt sivatagban szűrőt visel az ember az arcán; a belégzés a szájszűrőn, a kilégzés az orrcsövön át történik. A jó állapotban lévő fremen ruhában az ember nem veszít el naponta egy gyűszűnyinél (2–5 cm³) több vizet. Ha jól van beállítva, szoros a homlokpárna és minden illesztése hézagmentes, akkor a legtöbb vizet a tenyerén át veszíti el az ember. Lehet cirkokesztyűt viselni, ha nem kell finom munkát végezni, de kint a sivatagban a legtöbb fremen bedörzsöli a kezét a karbolcserje levével, ez megakadályozza az izzadást.